# M249

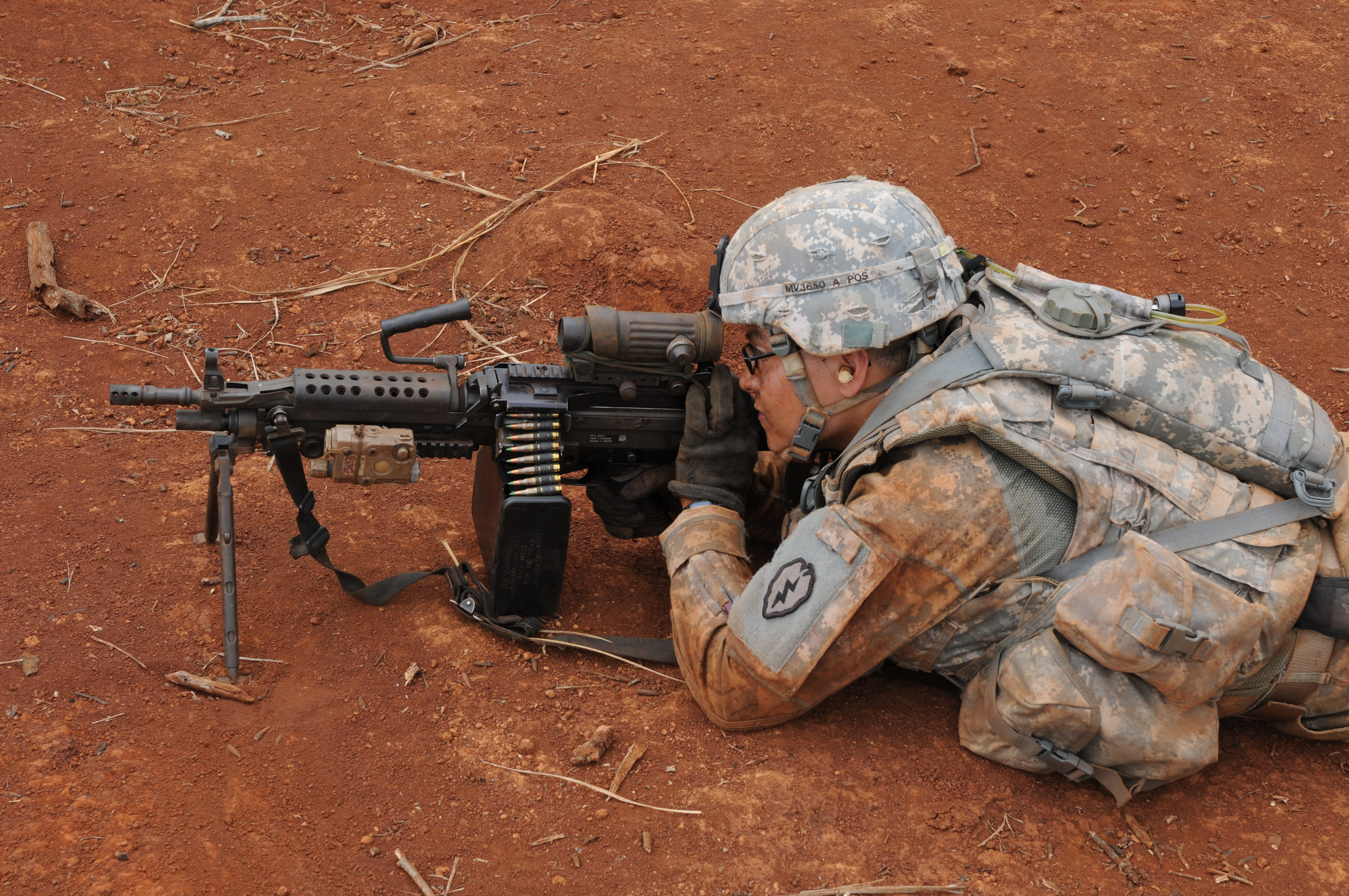
Um soldado americano com sua M249.

A metralhadora leve M249, também conhecida como M249 Squad Automatic Weapon (SAW), que continua a ser a designação do fabricante, e formalmente escrita como Light Machine Gun, 5,56 mm, M249, é a adaptação americana da FN Minimi belga, uma metralhadora leve fabricada pela empresa belga FN Herstal (FN).
A M249 é fabricada nos Estados Unidos pela subsidiária FN Manufacturing LLC, na Colúmbia, Carolina do Sul, e é amplamente utilizada nas Forças Armadas dos EUA. A arma foi introduzida em 1984 depois de ser considerada a mais eficaz (em comparação com várias armas candidatas) para resolver a falta de poder de fogo automático em pequenas unidades. A M249 oferece aos grupos de combate de infantaria uma alta cadência de tiro de uma metralhadora, combinada com a precisão e portabilidade de um fuzil.
A M249 é operada a gás e refrigerada a ar, possui um cano de troca rápida (permitindo ao operador substituir rapidamente um cano superaquecido ou emperrado) e um bipé dobrável preso à frente da arma (um tripé M192 LGM também está disponível). A SAW pode ser alimentada tanto com fitas de munição quanto com carregadores STANAG (como os usados no M16 e M4), permitindo que o operador da SAW os use como fonte de munição caso fiquem sem fitas. Os carregadores STANAG devem ser usados apenas em emergências, no entanto, devido ao seu alto índice de mau funcionamento.
As M249s têm estado em ação em grandes conflitos envolvendo os Estados Unidos desde a invasão americana do Panamá em 1989. Em 2009, o Corpo de Fuzileiros Navais dos EUA selecionou o M27 Infantry Automatic Rifle para substituir parcialmente a M249 em seu serviço. Em 2022, o Exército Americano selecionou a Sig Sauer XM250 para substituir a M249.

## Operadores

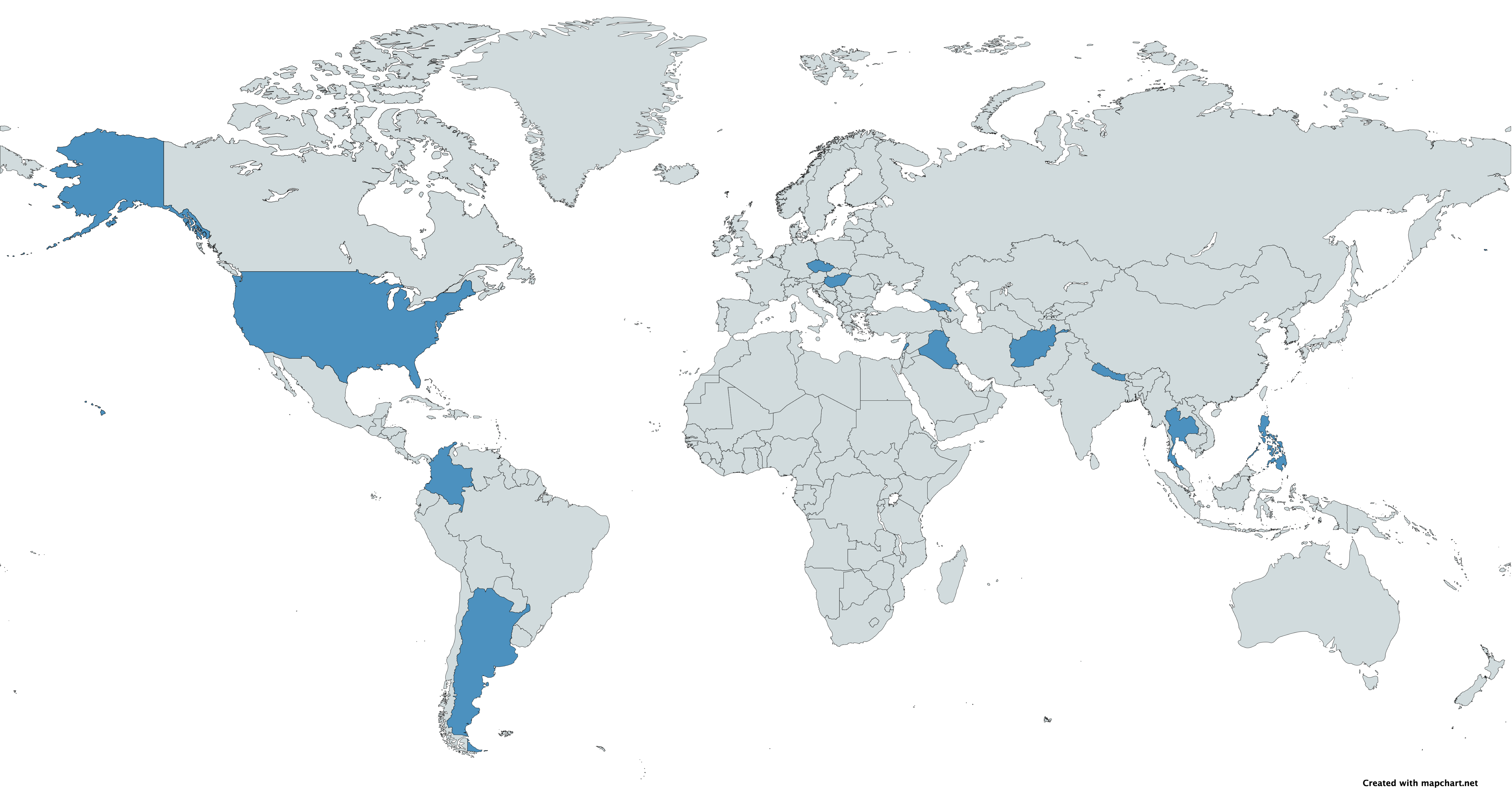
Um mapa com operadores da M249 em azul

- Afeganistão
- Argentina[5]
- Colômbia[6]
- Tchéquia[7]
- Geórgia[8]
- Hungria[9]
- Iraque[6]
- Líbano[10]
- Nepal[11]
- Filipinas[12]
- Tailândia[13]
- Estados Unidos[14]

### Ex-operadores
- República Islâmica do Afeganistão: Metralhadora leve padrão do Exército Nacional do Afeganistão[15]